# Білл Барілко
Білл Барілко (англ. Bill Barilko; 25 березня 1927, Тіммінс — 26 серпня 1951, Кокран) — канадський хокеїст, що грав на позиції крайнього нападника.
Володар Кубка Стенлі.

## Сім'я
Білл народився в сім'ї українського походження, в нього також був брат Алекс та сестра Енн.

## Ігрова кар'єра
Хокейну кар'єру розпочав 1943 року.
Усю професійну клубну ігрову кар'єру, що тривала 7 років, провів, захищаючи кольори команди «Торонто Мейпл-Ліфс».
Загалом провів 299 матчів у НХЛ, включаючи 47 ігор плей-оф Кубка Стенлі.

## Нагороди та досягнення
- Володар Кубка Стенлі в складі «Торонто Мейпл-Ліфс» — 1947, 1948, 1949, 1951.
- Учасник матчу усіх зірок НХЛ — 1947, 1948, 1949.

## Статистика
| Сезон        | Клуб                 | Ліга         | Регулярний сезон | Регулярний сезон | Регулярний сезон | Регулярний сезон | Регулярний сезон | Плей-оф | Плей-оф | Плей-оф | Плей-оф | Плей-оф |
| Сезон        | Клуб                 | Ліга         | І                | Г                | П                | О                | ШХ               | І       | Г       | П       | О       | ШХ      |
| ------------ | -------------------- | ------------ | ---------------- | ---------------- | ---------------- | ---------------- | ---------------- | ------- | ------- | ------- | ------- | ------- |
| 1943–44      | Holman Pluggers      | ПОХА         | —                | —                | —                | —                | —                | —       | —       | —       | —       | —       |
| 1944–45      | «Тіммінс Канадіанс»  | ПОХА         | —                | —                | —                | —                | —                | —       | —       | —       | —       | —       |
| 1944–45      | Porcupine Combines   | ПОХА         | —                | 3                | 2                | 5                | 8                | —       | —       | —       | —       | —       |
| 1945–46      | «Голлівуд Вулвс»     | ТХЛ          | 38               | 4                | 5                | 9                | 103              | 12      | 2       | 3       | 5       | 26      |
| 1946–47      | «Торонто Мейпл-Ліфс» | НХЛ          | 18               | 3                | 7                | 10               | 33               | 11      | 0       | 3       | 3       | 18      |
| 1946–47      | «Голлівуд Вулвс»     | ТХЛ          | 47               | 9                | 2                | 11               | 69               | —       | —       | —       | —       | —       |
| 1947–48      | «Торонто Мейпл-Ліфс» | НХЛ          | 57               | 5                | 9                | 14               | 147              | 9       | 1       | 0       | 1       | 17      |
| 1948–49      | «Торонто Мейпл-Ліфс» | НХЛ          | 60               | 5                | 4                | 9                | 95               | 9       | 0       | 1       | 1       | 20      |
| 1949–50      | «Торонто Мейпл-Ліфс» | НХЛ          | 59               | 7                | 10               | 17               | 85               | 7       | 1       | 1       | 2       | 18      |
| 1950–51      | «Торонто Мейпл-Ліфс» | НХЛ          | 58               | 6                | 6                | 12               | 96               | 11      | 3       | 2       | 5       | 31      |
| Усього в НХЛ | Усього в НХЛ         | Усього в НХЛ | 252              | 26               | 36               | 62               | 456              | 47      | 5       | 7       | 12      | 104     |

## Авіакатастрофа
26 серпня 1951 Білл разом зі своїм стоматологом Генрі Хадсоном на гідроплані Fairchild 24 вирушив на риболовлю на річку Сіл у провінції Квебек. На зворотному шляху одномоторний літак зник. Одинадцять років потому, 6 червня 1962, пілот вертольота Рон Бойд виявив уламки літака близько 100 кілометрів (62 милі) на північ від містечка Кокрейн, Онтаріо. Причиною аварії було визнано недосвідченість пілота, погану погоду та перевантаження літака. Слід зазначити, що «Торонто Мейпл-Ліфс» виграв Кубок Стенлі в тому році після того, як не вигравав його протягом одинадцяти років, після зникнення Білла.

## Цікаві факти
У гурту The Tragically Hip є хіт «Fifty-Mission Cap» присвячений Біллу Барілко, який забив вирішальний гол у фіналі Кубку Стенлі 1951 року.